# 296-os busz (Budapest)
A budapesti 296-os jelzésű autóbusz az újpalotai és a békásmegyeri lakótelepeket köti össze Rákospalotán és Káposztásmegyeren keresztül. A viszonylatot az ArrivaBus üzemelteti.

## Története
2008. augusztus 21-én 296-os jelzéssel indítottak új járatot Újpalota, Szentmihályi út és Káposztásmegyer, Szilas-patak között. A járat létrehozásának oka az volt, hogy a korábban az újpesti Fóti úton végighaladó 96-os busz útvonala a megszűnő 47-es busz kiváltása miatt megváltozott, a kimaradó Fóti úti szakaszon az új 296-os buszt indították el. Az új járat korábban nem létezett kapcsolatot teremtett Rákospalota felől Káposztásmegyerre. 2013. február 2-ától bevezették a vonalon az első-ajtós felszállási rendszert. 2014. szeptember 15-étől útvonalát meghosszabbították Békásmegyerig és 296A jelzéssel betétjáratot indítottak a korábbi útvonalán.
2024. augusztus 10-én útvonala Káposztásmegyeren jelentősen módosult, a Fóti út–Sporttelep utcai irány helyett a Szilágyi utcán keresztül éri el a Szilas-patak buszvégállomást (a felhagyott útvonalat a Káposztásmegyer, Szilas-patakig hosszabbított 121-es busz szolgálja ki). 2024. december 1-jén új megállót kapott az Óceánárok utcában a Gimnáziumnál.

## Vonalvezetése
A járat a 196-os és a 196A-val azonos útvonalon haladva hagyja el az Újpalotai lakótelepet. Ezt követően Rákospalotán, a Szerencs utca, és a Rákos úti szakrendelő érintésével jut el a Hubay Jenő térre. Innen a Sződliget utcán éri el a Pozsony utcát, majd jut át Újpestre. A Szilágyi utcai megállót követően válik szét útvonala a 96-os buszétól, ahol a vonal Káposztásmegyer felé fordul, és a Szilágyi utcán keresztül közelíti meg a Szilas-pataknál található buszvégállomást. Ezt követően bejárja a káposztásmegyeri lakótelepet, majd a Homoktövis utca után a Külső Szilágyi útra kanyarodik és ezen keresztül éri el az M0-s autóutat. Ezután áthalad a Megyeri hídon és a 11-es főúton megy tovább. Madzsar József utcára lekanyarodva érkezik meg Békásmegyer lakóövezetébe és a Juhász Gyula utcán, illetve a Hatvany Lajos utcán át érkezik meg az Újmegyeri téri végállomására. A 296-os nem érint metróállomást, nem ráhordó jellegű, fő feladata a három lakótelep összekötése Rákospalota feltárásával. A járatnak csatlakozása van a H5-ös HÉV-vel, melyre a Békásmegyer H megállóhelyen lehet átszállni. A 296-os és a 96-os ikervonalak, a végállomásokról egyenlő időközökben, egymást váltva indulnak.

## Útvonala
| Békásmegyer, Újmegyeri tér felé |
| Újpalota, Szentmihályi út vá. – Erdőkerülő utca – Zsókavár utca – Nyírpalota út – Páskomliget utca – Bánkút utca – Arany János utca – Bercsényi Miklós utca – Szerencs utca – Rákos út – Illyés Gyula utca – Hubay Jenő tér – Deák utca – Fő út – Sződliget utca – Pozsony utca – Fóti út – Szilágyi utca – Külső Szilágyi út – Óceánárok utca – Farkas-erdő utca – Homoktövis utca – Külső Szilágyi út – Megyeri út – Homoktövis utca – Külső Szilágyi út – – – Budapest, Batthyány utca – Madzsar József utca – Juhász Gyula utca – Hatvany Lajos utca – Békásmegyer, Újmegyeri tér vá.      |
| Újpalota, Szentmihályi út felé |
| Békásmegyer, Újmegyeri tér vá. – Hatvany Lajos utca – Juhász Gyula utca – Madzsar József utca – Batthyány utca – – – Külső Szilágyi út – Homoktövis utca – Megyeri út – Külső Szilágyi út – Homoktövis utca – Farkas-erdő utca – Óceánárok utca – Külső Szilágyi út – Szilágyi utca – Fóti út – Pozsony utca – Sződliget utca – Pázmány Péter utca – Bácska utca – Hubay Jenő tér – Illyés Gyula utca – Rákos út – Szerencs utca – Bercsényi Miklós utca – Arany János utca – Bánkút utca – Páskomliget utca – Nyírpalota út – Zsókavár utca – Erdőkerülő utca – Újpalota, Szentmihályi út vá. |

## Megállóhelyei
Az átszállási kapcsolatok között az Újpalota, Szentmihályi út és Káposztásmegyer, Mogyoródi-patak között közlekedő 296A betétjárat nincs feltüntetve.
| 0  | Újpalota, Szentmihályi út végállomás            | 47 | 46, 96, 130, 146, 175, 196, 196A |
| 0  | Erdőkerülő utca 28. (↓) Erdőkerülő utca 27. (↑) | 46 | 46, 96, 130, 146, 196, 196A |
| 2  | Zsókavár utca (↓) Erdőkerülő utca (↑)           | 45 | 46, 96, 130, 146, 196, 196A 69 |
| 3  | Fő tér                                          | 44 | 7, 7E, 8E, 46, 96, 108E, 130, 133E, 146, 196, 196A 69 |
| 5  | Vásárcsarnok                                    | 42 | 7, 7E, 8E, 46, 96, 108E, 130, 133E, 146, 196, 196A 69 |
| 6  | Sárfű utca                                      | 41 | 96, 130, 196, 196A 69 |
| 7  | Bánkút utca (↓) Páskomliget utca (↑)            | 40 | 96, 130, 196, 196A |
| 8  | Kozák tér                                       | 38 | 96 |
| 10 | Bercsényi Miklós utca                           | 38 | 96, 124, 225 396, 397, 398, 399, 402, 412, 414, 422, 424, 432, 434, 435, 436, 437, 438, 439, 442 1020, 1021, 1024, 1031, 1034, 1037, 1039, 1040, 1044, 1045, 1046, 1049, 1050, 1052, 1053, 1054, 1063, 1066, 1067, 1068, 1069, 1076 |
| 12 | Damjanich János utca                            | 36 | 96, 124, 225 396, 397, 398, 399, 402, 412, 414, 422, 424, 432, 434, 435, 436, 437, 438, 439, 442 1020, 1021, 1024, 1031, 1034, 1037, 1039, 1040, 1044, 1045, 1046, 1049, 1050, 1052, 1053, 1054, 1063, 1066, 1067, 1068, 1069, 1076 |
| 13 | Rákos úti szakrendelő                           | 35 | 5, 25, 96, 124 |
| 14 | Illyés Gyula utca                               | 33 | 5, 96, 124, 196, 196A, 225, 231, 231B |
| 15 | Beller Imre utca                                | 31 | 96, 124, 196, 196A, 225 |
| 17 | Hubay Jenő tér                                  | 30 | 25, 96, 104, 104A, 204, 124, 125, 170, 196, 196A, 225 |
| 17 | Sződliget utca (↓) Fő út (↑)                    | 29 | 96, 121, 124, 225, 270 S70 G70 S71 G71 (Rákospalota-Újpest) |
| 19 | Géza fejedelem tér                              | 27 | 96, 124, 225, 270 12 |
| 20 | Szilágyi utca                                   | 26 | 96, 121, 270 14 |
| 21 | Atlétikai stadion                               | 25 | 14 |
| 22 | Káposztásmegyer, Szilas-patak                   | 23 | 20E, 121, 126, 196 14 |
| 23 | Hajló utca                                      | 23 | 20E, 126, 196 |
| 24 | Művelődési Központ                              | 22 | 20E, 126, 196 |
| ∫  | Gimnázium                                       | 21 | 126, 196 |
| 25 | Gimnázium                                       | 21 | 126, 196 |
| 26 | Dunakeszi utca                                  | 20 | 126 |
| 27 | Kordován tér                                    | 20 | 126 |
| 28 | Szíjgyártó utca                                 | 19 | 126 |
| 29 | Homoktövis utca (Óvoda)                         | 18 | 126 14 |
| 30 | Sárpatak utca                                   | 17 | 30, 122E, 126 2A (Dunakeszi helyi járat) 14 |
| 31 | Homoktövis utca / Megyeri út                    | 16 | 30, 122E, 126 |
| 32 | Homoktövis iskola                               | 15 | 30, 126 |
| 33 | Káposztásmegyer, Mogyoródi-patak                | 14 | 30, 122E, 126 |
| ∫  | Madzsar József utca / Hadrianus utca            | 5  | 34, 204 |
| 44 | Szolgáltatóház                                  | 4  | 34, 204 |
| 45 | Békásmegyer H                                   | 3  | 34, 134, 160, 204, 243 869 |
| 45 | Hímző utca                                      | 2  | 134, 204 |
| 46 | Hatvany Lajos utca / Juhász Gyula utca          | 1  | 134, 204 |
| 47 | Bálint György utca                              | 0  | 134, 204 |
| 48 | Békásmegyer, Újmegyeri tér végállomás           | 0  | 34, 134, 204 |